# Isturgia circumdataria
Isturgia circumdataria är en fjärilsart som beskrevs av Charles Joseph de Villers 1789. Isturgia circumdataria ingår i släktet Isturgia och familjen mätare. Inga underarter finns listade i Catalogue of Life.